# Argyrochosma nivea
Argyrochosma nivea är en kantbräkenväxtart som först beskrevs av Jean Louis Marie Poiret, och fick sitt nu gällande namn av Michael D. Windham. Argyrochosma nivea ingår i släktet Argyrochosma och familjen Pteridaceae.

## Underarter
Arten delas in i följande underarter:
- A. n. flava
- A. n. tenera